# BEN – technická literatura
BEN – technická literatura s.r.o. je české nakladatelství odborné technické literatury.[zdroj?] Je[zdroj?] součástí stejnojmenné společnosti, která se zabývá prodejem a distribucí technické a počítačové literatury. Dále se zabývá prodejem a distribucí zejména českých titulů na CD-ROM a DVD. Celková nabídka je[zdroj?] soustředěna do několika specializovaných knihkupectví.
Nakladatelství vydává tituly převážně zaměřené na elektroniku (slaboproud) a elektrotechniku (silnoproud). Další nabídku tvoří knihy pro programátory a knihy z dalších technických oborů.
Nakladatelství bylo založeno v září roku 1992 jako firma s výhradně českou účastí. Sídlí v Praze 10 – Strašnicích. Je[zdroj?] členem SČKN. Podporuje mládež sponzorováním soutěží v elektronice, soutěží mladých programátorů atd.[zdroj?]